# Portal de Vila-robau
El Portal de Vila-robau és una obra de Ventalló (Alt Empordà) inclosa a l'Inventari del Patrimoni Arquitectònic de Catalunya. Està situat dins del poble de Vila-robau, a l'extrem nord-oest del municipi de Ventalló al qual pertany. El portal està situat a la part nord del nucli antic del poble. El portal data del segle XVII-XVIII.

## Descripció
El portal dona accés a l'interior de l'entramat urbà, des de la banda de llevant del terme. S'hi accedeix mitjançant una rampa esglaonada que ajuda a salvar el desnivell existent entre la part interior i exterior del nucli antic. Es tracta d'un portal format per un arc de mig punt bastit amb carreus de pedra ben desbastats. Per l'interior,l'arc és rebaixat, està construït amb pedres desbastades disposades a sardinell i es recolza als murs dels edificis veïns. La zona del passadís presenta un traçat disposat en esbiaix respecte al portal.
Està cobert amb volta de canó i, tot i les refeccions, conserva les restes d'un dels encanyissats de l'estructura. Els murs laterals estan bastits amb pedra sense treballar lligada amb abundant morter de calç. Al final de la volta hi ha un arc de mig punt sostingut per dues impostes de pedra, de les que se'n conserva només una íntegrament. El portal presenta alguna refecció bastida amb maons.